# Scuticaria steelei
Scuticaria steelei é uma espécie de orquídea epífita de crescimento cespitoso que habita as campinas abertas da Amazônia central, no Brasil, além da Colômbia, Venezuela, Guiana, Suriname e Guiana Francesa. É a espécie-tipo do gênero Scuticaria, a mais comum, e também a com maior área de dispersão. Como todas as espécies deste gênero, não é planta de fácil cultivo, não sendo indicada para orquidófilos iniciantes.
Apresenta longas folhas roliças que brotam de pseudobulbos quase imperceptíveis; poucas flores comparativamente grandes vistosas e coloridas, com labelo contrastante. Pode ser diferenciada das outras espécies do gênero por suas flores de delicados tons de amarelo pálido esverdeado, pintalgadas de castanho claro; pelo labelo quase branco com veias radiais castanhas; e por suas folhas pendentes que chegam a atingir 1,20 metros de comprimento.